# Xã Mound, Quận Warren, Indiana
Xã Mound (tiếng Anh: Mound Township) là một xã thuộc quận Warren, tiểu bang Indiana, Hoa Kỳ. Năm 2010, dân số của xã này là 418 người.